# Чехов, Олег Сергеевич
Оле́г Серге́евич Че́хов (9 апреля 1922, Москва — 23 июля 2003, Москва) — советский волейбольный тренер и арбитр. Заслуженный тренер СССР (1957). Судья всесоюзной категории (1957). Судья международной категории (1972). Заслуженный работник физической культуры РСФСР.

## Биография
Внучатый племянник А. П. Чехова, внук его младшего брата Михаила. Участник Великой Отечественной войны. В 1941—1944 воевал на Юго-Западном и Воронежском фронтах. Кавалер орденов Красной Звезды, Отечественной войны 2-й степени, медалей.
Тренерская карьера Олега Чехова началась в 1949 году в женской волейбольной команде СКИФ (Москва), которую он возглавлял до 1951 года.
В 1951 работал в ГДР тренером-консультантом Федерации волейбола страны.
В 1951—1955 — тренировал мужскую молодёжную сборную СССР, а в 1954—1956 — национальную сборную Советского Союза.
В 1957—1963 — тренер отдела волейбола Всесоюзного комитета по делам физической культуры и спорта при Совете Министров СССР.
В 1963—1966 — старший тренер, а в 1967—1969 — тренер (ассистент Г.Ахвледиани) женской сборной СССР — чемпиона Европы 1963 и 1967, серебряного призёра Олимпийских игр 1964, чемпиона Олимпиады-1968. В 1973—1978 — старший тренер женской команды «Локомотив» (Москва).
В 1969—1973 — тренер-методист Федерации волейбола СССР. В 1979—1983 — старший тренер отдела спортивных игр Спорткомитета РСФСР.
В 1953—1963 параллельно с тренерской деятельностью Олег Чехов судил игры чемпионатов СССР, а в 1962, 1970 и 1974 — также игры чемпионатов мира среди женщин. В 1957—1976 — член судейской комиссии ФИВБ. В 1957 ему было присвоено звание судьи всесоюзной, а в 1972 — международной категории. В 1979—1992 — член Президиума Всесоюзной коллегии судей.
В 1951—1973 являлся членом президиума Всесоюзной секции волейбола, Федерации волейбола СССР. В 1991—2003 — член Президиума Всероссийской федерации волейбола (ВФВ), в 1991—1999 и 2001—2003 — вице-президент ВФВ. В 1992—2003 — председатель Всероссийской коллегии судей.
О. С. Чехов является автором сценариев учебных фильмов, книг, методических пособий и разработок по волейболу.
За достижения в спорте награждён орденом «Знак Почёта» (1969), почётными знаками.
Умер в 2003 году. Похоронен на Введенском кладбище (23 уч.).

## Тренерская карьера
- 1949—1951 — СКИФ (Москва) — женщины — главный тренер;
- 1951 — тренер-консультант Федерации волейбола ГДР;
- 1951—1955 — мужская молодёжная сборная СССР — тренер;
- 1953 — мужская студенческая сборная СССР — тренер;
- 1954—1956 — мужская сборная СССР — тренер;
- 1957—1959 — главный тренер отдела волейбола Всесоюзного спорткомитета;
- 1959—1963 — главный тренер-методист Федерации волейбола СССР;
- 1963—1966 — женская сборная СССР — старший тренер;
- 1967—1969 — женская сборная СССР — тренер;
- 1969—1973 — тренер-методист отдела волейбола Всесоюзного спорткомитета;
- 1973—1978 — «Локомотив» (Москва) — женщины — главный тренер.

## Тренерские достижения
Мужская сборная СССР:
- бронзовый призёр чемпионата мира 1956 (тренер).

Студенческая мужская сборная СССР:
- чемпион Всемирных студенческих игр 1953.

Женская сборная СССР:
- серебряный призёр Олимпийских игр 1964 (старший тренер).
- чемпион Европы 1963 (старший тренер).
- победитель Олимпийских игр 1968 (тренер).
- чемпион Европы 1967 (тренер).

## Награды и звания
- Орден Красной Звезды (1944).
- Орден Отечественной войны 2-й степени (1985).
- Орден «Знак Почёта» (1969).
- Почётное звание «Заслуженный работник физической культуры РСФСР».
- Благодарность Президента Российской Федерации (1998).
- Почётное спортивное звание «Заслуженный тренер СССР» (1957)
- Почетный знак «За заслуги в олимпийском движении России» (1997).
- Почётный знак «Отличник физической культуры СССР».
- Почётный знак «За заслуги в развитии физической культуры и спорта».
- Большая серебряная медаль ФИВБ.